# Serie A2 FIAF 1990
La Serie A2 FIAF 1990 è stata la settima edizione del secondo livello del campionato italiano di football americano (terza con la denominazione A2); è stato organizzato dalla Federazione Italiana American Football.

## Regular season

### Classifica

#### Girone A
| Pos. | Squadra              | %V    | G | V | N | P | PF  | PS  |
| ---- | -------------------- | ----- | - | - | - | - | --- | --- |
| 1    | Pharaones Garbagnate | 1.000 | 8 | 8 | 0 | 0 | 335 | 117 |
| 2    | Cinghiali Piacenza   | .625  | 8 | 5 | 0 | 3 | 223 | 188 |
| 3    | Pirates Savona       | .000  | 8 | 0 | 0 | 8 | 64  | 287 |

#### Girone B
| Pos. | Squadra           | %V   | G | V | N | P | PF  | PS  |
| ---- | ----------------- | ---- | - | - | - | - | --- | --- |
| 1    | Pythons Milano    | .778 | 9 | 7 | 0 | 2 | 363 | 138 |
| 2    | Muli Trieste      | .556 | 9 | 5 | 0 | 4 | 135 | 223 |
| 3    | Blackhawks Monza  | .444 | 9 | 4 | 0 | 5 | 221 | 197 |
| 4    | Islanders Venezia | .111 | 9 | 1 | 0 | 8 | 89  | 280 |

#### Girone C
| Pos. | Squadra           | %V   | G  | V | N | P | PF  | PS  |
| ---- | ----------------- | ---- | -- | - | - | - | --- | --- |
| 1    | Dolphins Ancona   | .900 | 10 | 9 | 0 | 1 | 170 | 89  |
| 2    | Aquile Ferrara    | .800 | 10 | 8 | 0 | 2 | 375 | 119 |
| 3    | Ironmen La Spezia | .600 | 10 | 6 | 0 | 4 | 161 | 189 |
| 4    | Vipers Modena     | .300 | 10 | 3 | 0 | 7 | 107 | 222 |

#### Girone D
| Pos. | Squadra          | %V   | G  | V | N | P | PF  | PS  |
| ---- | ---------------- | ---- | -- | - | - | - | --- | --- |
| 1    | Grifoni Perugia  | .600 | 10 | 6 | 0 | 4 | 251 | 179 |
| 2    | Trucks Bari      | .500 | 10 | 5 | 0 | 5 | 125 | 177 |
| 3    | Crabs Pescara    | .200 | 10 | 2 | 0 | 8 | 120 | 212 |
| 4    | Seagulls Salerno | .100 | 10 | 1 | 0 | 9 | 87  | 209 |